# Haflinger
Vous lisez un « article de qualité » labellisé en 2012.
Pour les articles homonymes, voir Haflinger (homonymie).
Le Haflinger  est une race montagnarde de petit cheval de selle et de trait léger. Originaire du Tyrol, région historique désormais partagée entre le nord de l'Italie et l'Autriche, le Haflinger est peut-être issu de populations d'équidés arrivées dans la région dès le Moyen Âge. Il émerge réellement en tant que race à la fin du XIXe siècle. Il est caractérisé par sa robe, toujours alezane aux crins lavés, ses allures confortables mais énergiques, sa musculature et son élégance. De son élevage pour le travail en terrain accidenté, le Haflinger a hérité d'une grande robustesse. Sa morphologie et son apparence sont le résultat de croisements réguliers entre le cheval arabe et des poneys de travail tyroliens. L'étalon fondateur de la race, Folie, naît en 1874. La première coopérative d'élevage voit le jour en 1904. Tous les Haflingers actuels descendent de Folie, à travers sept lignées.
Les deux guerres mondiales et la Grande Dépression affectent la race, des animaux de moindre qualité sont parfois utilisés pour la sauver de l'extinction. Pendant la Seconde Guerre mondiale, les efforts des éleveurs portent sur de petits chevaux proches d'animaux de trait, favorisés par l'armée qui en utilise abondamment au bât. Après la guerre, l'accent est mis sur l'élevage d'animaux plus grands et plus raffinés. Le Haflinger est alors croisé sans contrôle avec d'autres races, et le risque d'extinction ressurgit. Toutefois, dès 1946, des éleveurs s'emploient à faire naître des chevaux de race pure, un stud-book fermé est créé. L’intérêt pour le Haflinger s'accroit dans les autres pays. Entre 1950 et 1974, sa population mondiale augmente alors que le nombre global de chevaux en Europe connaît une sévère baisse. La hausse générale se poursuit si bien qu'en 2005, environ 250 000 Haflingers existent dans le monde. Les élevages sont implantés dans un grand nombre de pays, bien que la majorité des chevaux proviennent d'Autriche. En 2003, une jument Haflinger devient le premier cheval cloné au monde, donnant naissance à une pouliche nommée Prometea.
Les Haflinger sont employés dans une grande variété de disciplines équestres, et notamment la traction légère et l'attelage, ou bien sous la selle, entre autres en endurance, le dressage, voltige en cercle, saut d'obstacles et équithérapie. Les armées autrichienne et allemande continuent de les employer comme animaux de travail en terrain difficile. La World Haflinger Federation (WHF) est la structure mondiale qui contrôle le standard de la race. Elle est constituée de 22 confédérations nationales, et gère les objectifs d'orientation de l'élevage, les lignes directrices et les règles pour ses organisations membres.

## Terminologie
Le nom « Haflinger » provient du village tyrolien de Hafling, situé au Nord de l'Italie. Ce nom est officialisé le 2 mai 1898 par décret du ministère de l'agriculture autrichien.
La population italienne de la race est désignée sous le nom d'Avelignese. Sur la base de données de référence de la FAO, DAD-IS, le Haflinger est indiqué comme une race indigène originaire à la fois de l’Autriche et de l'Italie, dans ce dernier cas connue également sous le nom local italien d'Avelignese.

## Histoire
La race Haflinger est caractérisée par son homogénéité, résultat d'une sélection rigoureuse par ses éleveurs, dans un environnement isolé des influences extérieures. Cela a forgé un petit cheval de montagne robuste, solide et rustique. Il est devenu très populaire et ses qualités lui ont permis, au XXe siècle, de voir son élevage s'étendre aux cinq continents.

### Du Moyen Âge auXIXesiècle

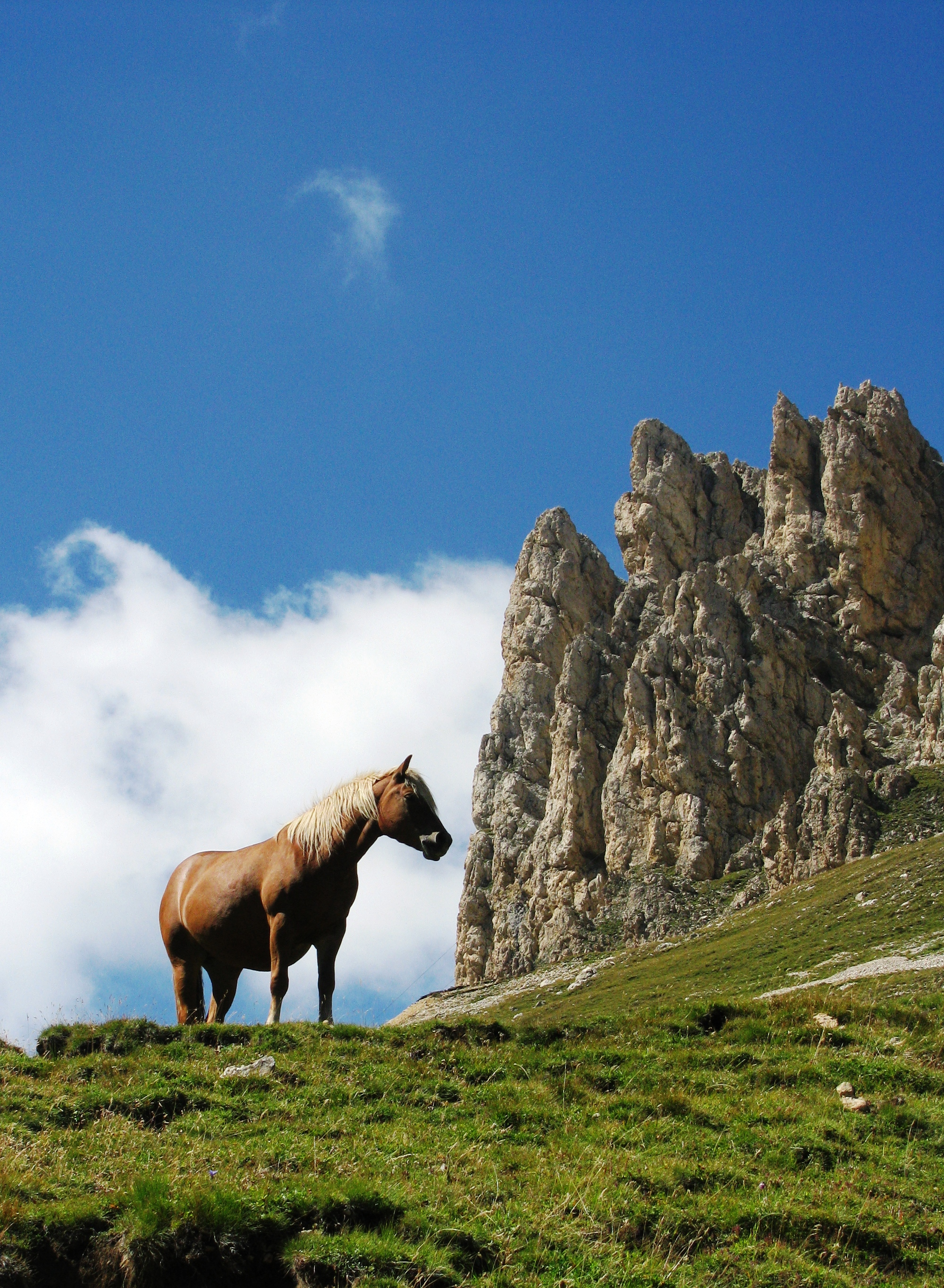
Haflinger à Seiser Alm.

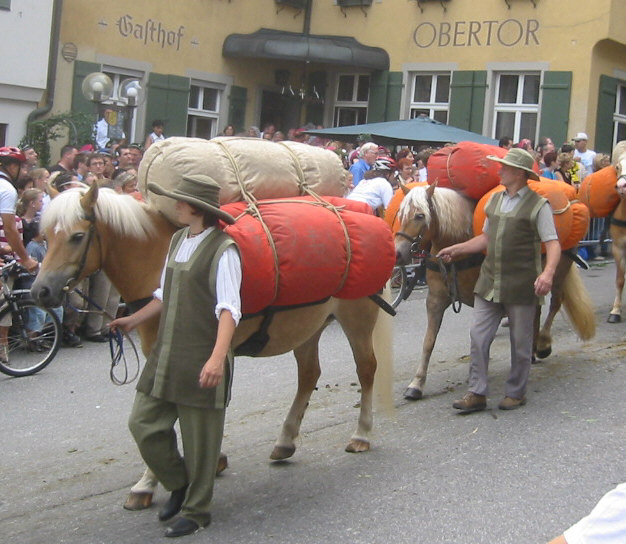
Haflingers employés comme chevaux de bât pendant une reconstitution médiévale à Ravensbourg dans le Bade-Wurtemberg(Allemagne).

L'histoire de la race peut être retracée, sans certitude toutefois, jusqu'au Moyen Âge. Plusieurs théories existent. La première y voit une population de chevaux descendant d'animaux abandonnés dans les vallées du Tyrol, en Europe centrale, par des Goths venus de l'Est en fuyant les troupes byzantines après la chute de Conza en 555. Ces chevaux abandonnés sont supposés influencés par du sang oriental, ce qui expliquerait le physique « arabisé » caractéristique de la race Haflinger,. Un « poney des montagnes léger » est signalé pour la première fois dans la vallée de l'Adige en 1282, il s'agit sans doute d'un ancêtre des Haflingers actuels. La seconde théorie est de voir dans les représentants de la race les descendants d'un étalon du royaume burgonde, envoyé à Louis V de Bavière par son père, Louis IV du Saint-Empire, quand Jean II de Brandebourg a épousé la princesse Margarete Maultasch du Tyrol en 1342,. Il a également été suggéré que les Haflingers descendent du Tarpan préhistorique, puis d'un « cheval lourd des Alpes », originaire des régions de Morano et Bolzano, désormais disparu.
Quoi qu'il en soit, on retrouve trace au Moyen Âge du lourd Noriker dans les vallées, de petits chevaux vifs dans les montagnes du Tyrol et d'animaux de traction alpins dans les régions de Merano, Bolzano, et du Tyrol du Sud. Les deux premiers types ont probablement été croisés dans le but d'obtenir le troisième, apte à la traction en montagne,. Les Haflingers sont en effet très proches des Norikers, et les zones géographiques dont proviennent ces deux races se chevauchent. Les chevaux se sont adaptés au climat montagnard, il en résulte un animal capable de prospérer dans des conditions difficiles avec un entretien minimal.

### XIXesiècle

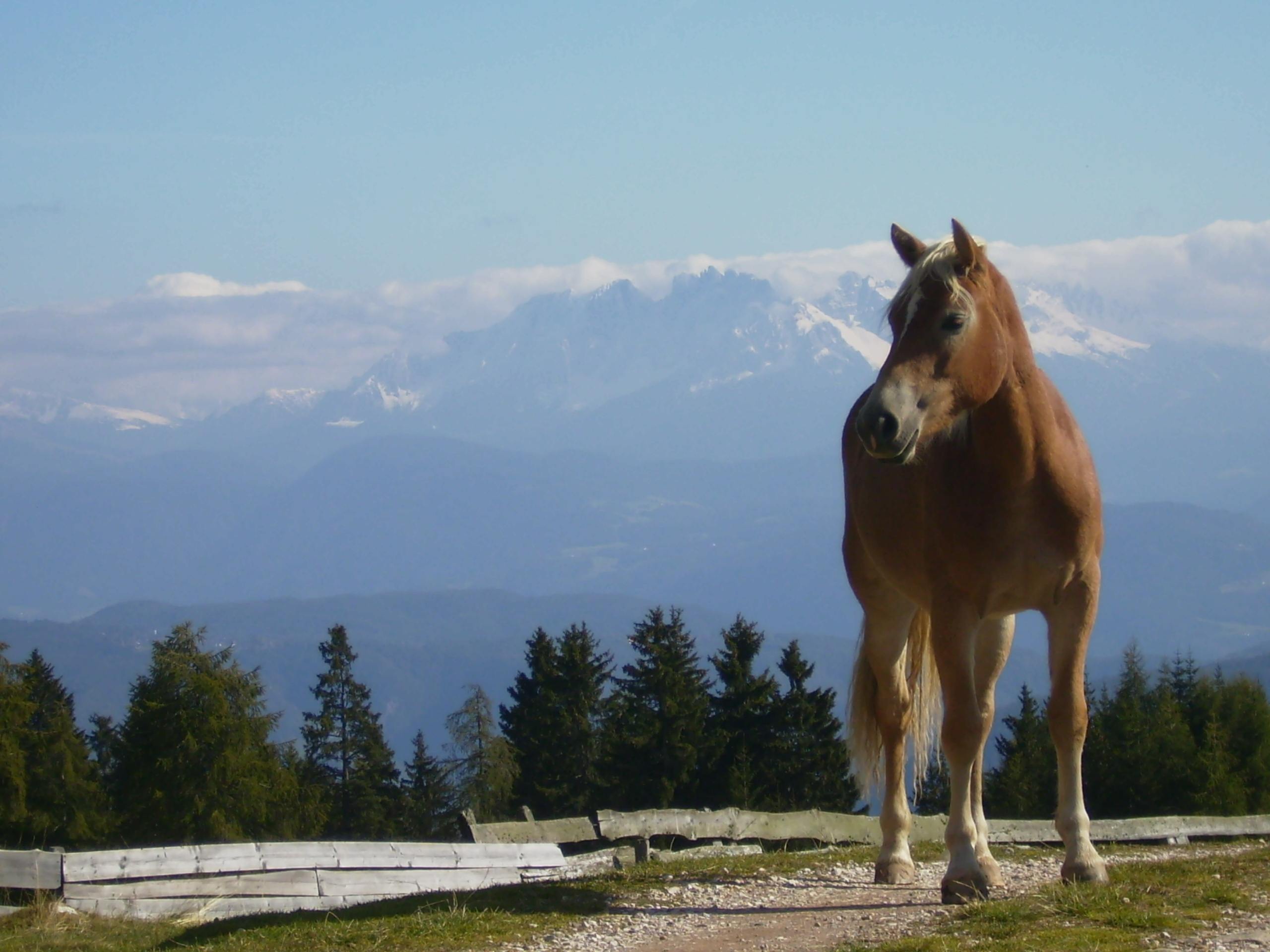
Un Haflinger dans son berceau d'origine, le Tyrol du Sud.

La race telle qu'elle est connue provient officiellement du village de Hafling, dans le Trentin-Haut-Adige, appartenant alors à l'Autriche-Hongrie. L'influence du cheval arabe se renforce nettement avec l'introduction de l'étalon El Bedavi, importé d'Autriche au XIXe siècle. L'arrière-petit-fils demi-arabe d'El-Bedavi, El-Bedavi XXII, provient du célèbre haras austro-hongrois de Rădăuți. El Bedavi est le père de l'étalon fondateur de la race Haflinger, Folie, né en 1874 chez un modeste agriculteur. Folie est l'étalon dont descendent tous les Haflingers. Il a pour mère une jument de Galicie alezane mâtinée de sang arabe, portant une raie de mulet. La robe de Folie est alezane aux crins lavés, il porte lui aussi une raie de mulet et des zébrures sur les membres. Cet étalon est examiné par François-Joseph Ier d'Autriche qui le déclare étalon fondateur, aussi ses produits se répandent dans toute la région durant ses dix-neuf ans de carrière de reproducteur. L'empereur lui-même adopte un Haflinger comme monture durant les dernières années de sa vie, participant sans doute à la mise en lumière de la race.
Le pool génique originel et l'environnement montagneux dont proviennent la majorité des représentants de la race ont pour résultat un physique très fixé et une homogénéité dans l'apparence, il y a probablement eu croisements consanguins pour fixer la robe au XIXe siècle. Durant les premières années du développement de la race, des étalons orientaux comme Dahoman, Tajar et Gidran se reproduisent avec des juments Haflinger, mais leurs descendants perdent de nombreux traits propres à la race, aussi l'emploi de ces étalons s'arrête-t-il. À la suite de la naissance de Folie en 1874, plusieurs nobles hongrois s'intéressent au Haflinger et demandent l'appui du gouvernement ainsi que la direction des procédures de sélection organisées. En 1899, le gouvernement autrichien accepte de soutenir les programmes d'élevage à travers la mise en place de subventions, des pouliches Haflinger de haute qualité sont choisies pour ce programme. Dès lors, les meilleurs animaux sont élevés exclusivement pour maintenir la qualité de la race, tandis que ceux qui ne satisfont pas aux normes de qualité sont utilisés comme bêtes de somme par l'armée. À la fin du XIXe siècle, les Haflingers sont devenus très communs du nord au sud de la province tyrolienne, des haras sont également établis en Styrie, à Salzbourg et en Basse-Autriche.

### XXesiècle

#### 1900-1945

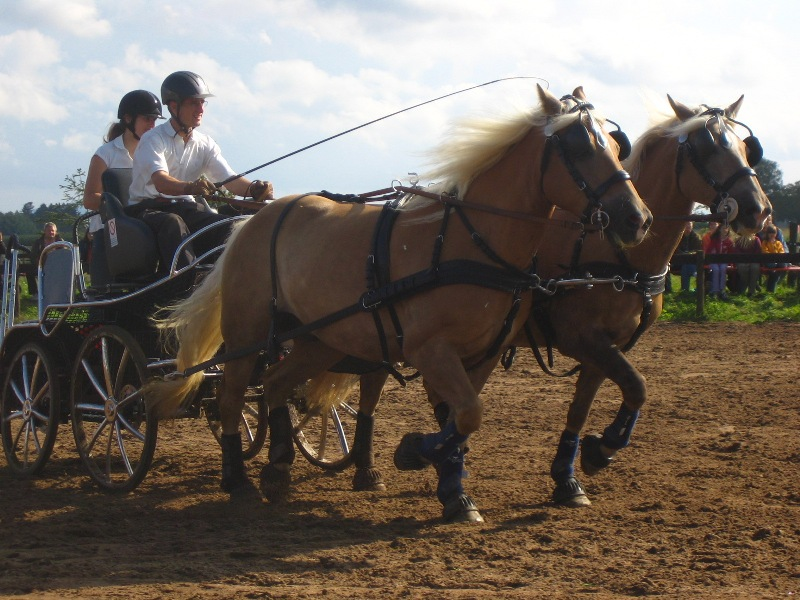
Paire de Haflinger en compétition d'attelage.

En 1904, la première coopérative d'éleveurs du Haflinger est créée à Mölten, au Tyrol du Sud, dans le but d'améliorer les procédures de sélection, d'encourager l'élevage pur, et d'établir un stud-book enregistrant les étalons. La Première Guerre mondiale entraîne l'enrôlement militaire de nombreux chevaux et l'interruption des programmes d'élevage. Selon les termes du Traité de Saint-Germain-en-Laye, le Tyrol du Sud (y compris Hafling) est cédé à l'Italie, tandis que le Nord reste en Autriche. Les chevaux passés du côté italien prennent alors le nom d'« Avelignese ». Cette séparation est extrêmement néfaste pour la race puisque la majorité des juments reproductrices se trouve au sud, en Italie, pendant que les meilleurs étalons reproducteurs sont gardés dans les haras autrichiens du nord. Quelques tentatives de coopérations entre éleveurs du nord et du sud sont entrepris dans les années 1920, et une nouvelle commission d'élevage voit le jour à Bolzano en Italie. Elle est habilitée à donner l'autorité gouvernementale pour inspecter les étalons reproducteurs d’État, inscrire les étalons privés appartenant à des membres de la Commission, et distribuer des gains en compétition de race. Cette commission supervise l'élevage des deux races autrichiennes nouvellement intégrées à l'Italie, à savoir le Haflinger et le Noriker. En 1921, en raison du manque de bons étalons en Italie, un croisé Anglo-arabe sarde/Arabe est mis à la reproduction chez la race Haflinger, de même qu'un bon nombre d'étalons de pure race Haflinger de mauvaise qualité.
Si des étalons Haflinger n'avaient pas été conservés au haras de Stadl-Paura, en Haute-Autriche, après la Première Guerre mondiale, la race pourrait bien avoir disparu d'Autriche. Malgré la présence de ces étalons, les programmes de sélection du Haflinger sont mal implantés en Autriche, mettant l'accent sur d'autres races nationales. Les programmes d'élevage privés ne sont pas assez puissants pour influencer les pratiques de sélection nationales. La race se maintient grâce aux croisements avec des Huçuls, poneys bosniaques, Koniks et Norikers.
En 1919 et 1920, les étalons restants sont distribués à travers toute l'Autriche, la plupart dans les régions qui hébergent des élevages privés datant d'avant la guerre. En 1921, la coopérative des éleveurs de chevaux Haflinger du Tyrol du Nord est créée à Zams, l'année suivante le premier show national des éleveurs et de leurs chevaux est organisé dans la même ville. Beaucoup de juments Haflinger d'Autriche sont considérées comme de trop basse qualité pour être des poulinières, tout est fait pour importer des poulinières de qualité supérieure depuis les troupeaux du Tyrol du Sud, en Italie. En 1926, le premier livre généalogique de la race est créé au Tyrol du Nord pour enregistrer les juments. À la fin des années 1920, d'autres coopératives s'établissent pour les éleveurs de Haflinger à Weer et Wildschönau, et sont en mesure d'obtenir la permission du gouvernement pour l'achat de 100 juments Haflinger du Tyrol du Sud, afin de les répartir entre le Tyrol du Nord, la Haute-Autriche et la Styrie. Cette seule transaction représente un tiers de toutes les juments enregistrées au Tyrol du Sud, beaucoup d'autres sont vendues à des élevages privés, finissant par placer les deux régions au même niveau au regard de la population de chevaux d'élevage. En 1931, une autre coopérative d'éleveurs est créée dans le Tyrol de l'Est, en Autriche, et l'élevage de la race gagne ainsi l’entièreté de l'ancienne province tyrolienne.
La Grande Dépression limite le prix des chevaux et a un effet négatif sur l'élevage du Haflinger, mais, à partir de 1938, le marché s'améliore en raison des préparations de la Seconde Guerre mondiale. Tous les chevaux issus de croisements et tous les poulains peu recherchés pour l'élevage sont vendus aux armées, tandis que de confortables subventions sont versées par le gouvernement aux éleveurs. Toutefois, les exigences de la guerre font que bon nombre de juments typées Haflinger, mais non enregistrées, sont couvertes par des étalons approuvés donnant une progéniture approuvée. Il en résulte une dégradation de la qualité générale des chevaux. En 1935 et 1936, un programme d'élevage voit le jour en Bavière à la suite d'une coopération entre les autorités agricoles d'Allemagne, les autorités militaires et les haras existants. Le premier registre allemand de la race est établi à Oberaudorf, avec des juments reproductrices venue du Tyrol du Nord et du Sud. Plusieurs haras privés sont fondés un peu partout dans le pays. La combinaison entre forte demande en chevaux de bât, montants d'achat variables et connaissance de la race par les acheteurs conduit à l'achat de chevaux de plus ou moins bonne qualité, et à des résultats mitigés sur la qualité de la race. Les achats par les Bavarois entraînent un nouvel appauvrissement des stocks de chevaux autrichiens et italiens, déjà faibles en raison de l'épuisement des populations pour les deux guerres mondiales. Toutefois, les forces armées allemandes se révèlent de bonnes acquéreuses, l'achat et l'élevage se poursuivent. Malgré l'affirmation selon laquelle seuls des chevaux de sang pur ont été enregistrés, de nombreux registres bavarois bien connus ont croisé les lignées maternelles de la race. Pendant la Seconde Guerre mondiale, les Haflingers sont choisis plus petits et plus proches d'un type « de trait » afin de servir comme chevaux militaires de bât. Ce n'est qu'après la guerre que les critères de sélection changent en s'orientant vers des animaux plus fins et raffinés.

#### Après 1945

##### 1945-1950
Après la Seconde Guerre mondiale, les programmes d'élevage du Haflinger s'effondrent littéralement avec la fin des achats de chevaux par les militaires et la fermeture des centres gouvernementaux d'élevage. Les éleveurs continuent à mettre l'accent sur les caractéristiques nécessaires aux chevaux de bât (utilisation militaire historique de la race), négligeant d'autres facteurs essentiels. En effet, l'élevage aurait dû changer pour s'orienter vers la tendances moderne de l'équitation de sport et de loisir. Sur cette période, toutes les petites coopératives d'élevage sont fusionnées dans l'association des éleveurs de Haflinger du Tyrol. La région, incluant le centre d'élevage de Zams, passe sous le contrôle des forces américaines qui abattent un grand nombre de chevaux afin de fournir les hôpitaux en viande. Les troupes américaines autorisent toutefois le directeur de l'élevage à conserver 30 étalons pour assurer la continuité de la race. Ces chevaux sont relocalisés dans les régions de pâturages du Vorarlberg, à Kops, alors occupé par les Français. Ils sont vraisemblablement volés et aucune trace n'est retrouvée. Dans d'autres régions du Tyrol, tous les poulains âgés d'un à trois ans sont réquisitionnés par les centres d'élevage militaires, ce qui témoigne d'une nécessité de traiter des poulains d'un an comme des étalons reproducteurs potentiels. Durant ces années d'après-guerre, plusieurs observateurs craignent que la race ne s'éteigne en raison de croisements incontrôlés.
Aux conférences de 1946 et 1947, la décision est prise d'élever les Haflinger en race pure en fermant le stud-book. Aucun cheval non-issu de parents eux-mêmes Haflingers ne peut plus y être admis. L'association d'éleveurs de Haflinger du Tyrol créé son propre dépôt d'étalons et interdit aux éleveurs privés d'en posséder, ce qui lui garantit un contrôle total sur l'élevage des étalons. En Bavière, plusieurs jeunes étalons sont sauvegardés et leurs éleveurs peuvent de fait posséder des étalons privés. Les éleveurs bavarois et tyroliens entretiennent des liens étroits et coopèrent activement sur cette période. Les éleveurs du Tyrol du Nord acquièrent aussi plusieurs vieux étalons de qualité et de jeunes étalons de basse qualité au Tyrol du Sud. En 1947, la Fédération des éleveurs autrichiens de Haflingers s'établit comme organisation régissant les associations provinciales. Au même moment, de grands « shows » présentant la race sont organisés, attirant de nombreux visiteurs depuis la Suisse, qui dès leur retour acquièrent des chevaux en Autriche et sont à l'origine de l'implantation de la race en Suisse. Le Tyrol du Sud n'a aucune difficulté à vendre ses chevaux puisque l'Italie est demandeuse, aussi la race se répand-elle dans tout le pays, jusqu'à la Sicile.

##### 1950-2000

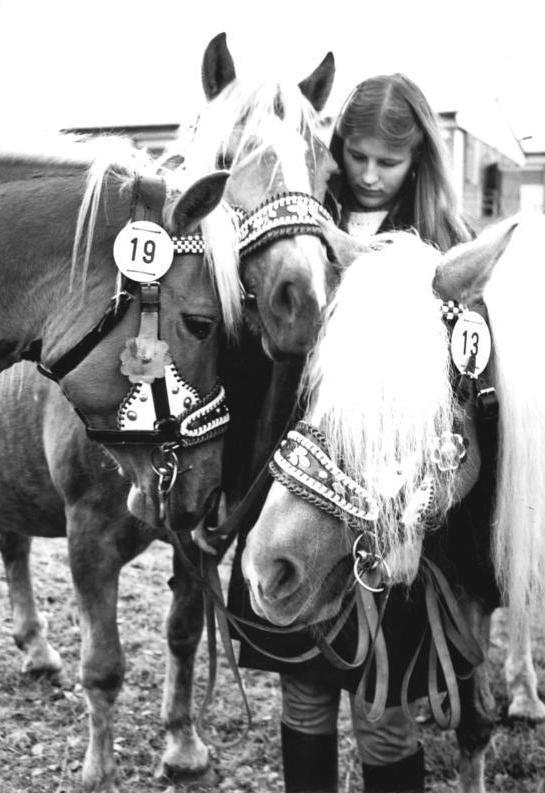
Juments Haflinger en Allemagne au milieu des années 1980.

Dans les années 1950, le Haflinger connaît un succès grandissant. Entre 1950 et 1974, alors que la population globale de chevaux connaît une baisse fulgurante en Europe en raison de la motorisation des transports et de l'agriculture, les Haflingers augmentent en nombre et les juments reproductrices enregistrées passent de 1 562 à 2 043. Ce résultat est surtout dû à une commercialisation accrue de la race, comparable à celle qui touche le Fjord norvégien exporté vers l'Allemagne à la même époque, phénomène qui a d'ailleurs réduit les ressources disponibles pour les programmes de sélection du Haflinger. Grâce à une planification exemplaire des campagnes marketing, le Haflinger devient la race de petit cheval de selle dominante dans la région. En 1954, la Yougoslavie et l'Italie acquièrent des animaux d'élevage au Tyrol du Nord afin d'établir leurs propres programmes d'élevage et de sélection. En 1956, la République démocratique allemande fait de même.
Les premiers sujets sont importés depuis l'Autriche vers les États-Unis par Tempel Smith, qui dirige Tempel Farms dans l'État de l'Illinois, en 1958. C'est de cette façon que commencent les premiers élevages hors du berceau des Haflingers. La race arrive en Tchécoslovaquie en 1959. Des Haflingers tyroliens sont acquis par les Pays-Bas et la Turquie en 1961. En Turquie, deux types d'élevage existent, l'un en race pure, le second en croisement avec la race Karacabey. En 1963, le premier Haflinger est importé en Grande-Bretagne. En 1969, deux juments Haflinger sont présentées à la reine Élisabeth II pendant sa visite officielle en Autriche. Un an plus tard, la Haflinger Society of Great Britain est créée.
En 1965, le premier mondial du Haflinger est organisé à Innsbruck, avec des chevaux venus d'Allemagne de l'Est et de l'Ouest, des Pays-Bas, d'Italie, de Suisse et d'Autriche. Les Haflingers gagnent la Belgique en 1966, le Bhoutan en 1968, la Pologne, la Hongrie et l'Albanie dans les années qui suivent. Les importations au Bhoutan encouragent l’intérêt pour la race dans d'autres régions d'Asie. En 1970, en plein « phénomène poney », le Haflinger arrive en France grâce à quelques passionnés qui l'importent depuis le Tyrol du Nord. L'Association française de la race est créée la même année et l'enregistre comme poney de taille D, statut qu'elle conserve dans ce pays à ce jour. Le cheptel augmente par l'importation jusqu'en 1975, puis l'élevage se poursuit uniquement sur le territoire national. La population française de Haflinger triple entre les années 1980 et la fin du XXe siècle,.
En 1974, le Haflinger atteint l'Australie. Le premier représentant canadien est enregistré par l'association de race des États-Unis en 1977, le registre canadien est formé en 1980. Entre 1970 et 1975, les Haflingers sont importés au Luxembourg, au Danemark, en Thaïlande, en Colombie, au Brésil, dans le sud-ouest de l'Afrique, en Suède, en Irlande et au Japon. La population mondiale se maintient sur chaque continent vers la fin des années 1970. L’élevage se poursuit à travers le monde dans les années 1980 et 1990, la population de chevaux connaissant une croissance régulière. En 1985, l'armée indienne teste la résistance de différentes races de chevaux de bât à des altitudes allant jusqu'à 5 000 mètres, pour franchir les montagnes de l'Himalaya. Elle choisit d'acquérir 5 500 Haflingers. En 1990 est créé le Club Haflinger Québec.

### Depuis les années 2000
Le Haflinger est désormais au cœur d'une vague de popularité qui touche le monde entier. En Amérique du Nord, il fait partie des races chevalines qui connaissent les plus fortes croissances. Grâce à sa robe séduisante et à sa rusticité, il est très apprécié des familles à la recherche d'un animal calme et élégant, qui puisse être monté par tout le monde et pratiquer de nombreuses disciplines équestres.
Le 28 mai 2003, une pouliche Haflinger nommée Prometea devient le premier cheval cloné au monde. Sa naissance est supervisée par des scientifiques italiens. Elle est clonée à partir d'une cellule de peau, et naît en parfaite santé. En 2008, Prometea donne elle-même naissance à la première descendance d'un cheval cloné, un poulain nommé Pegaso, fils d'un étalon Haflinger, par insémination artificielle. L’American Haflinger Registry et le règlement du stud-book français n'autorisent pas les chevaux nés de clones à être enregistrés chez la race,.

## Description

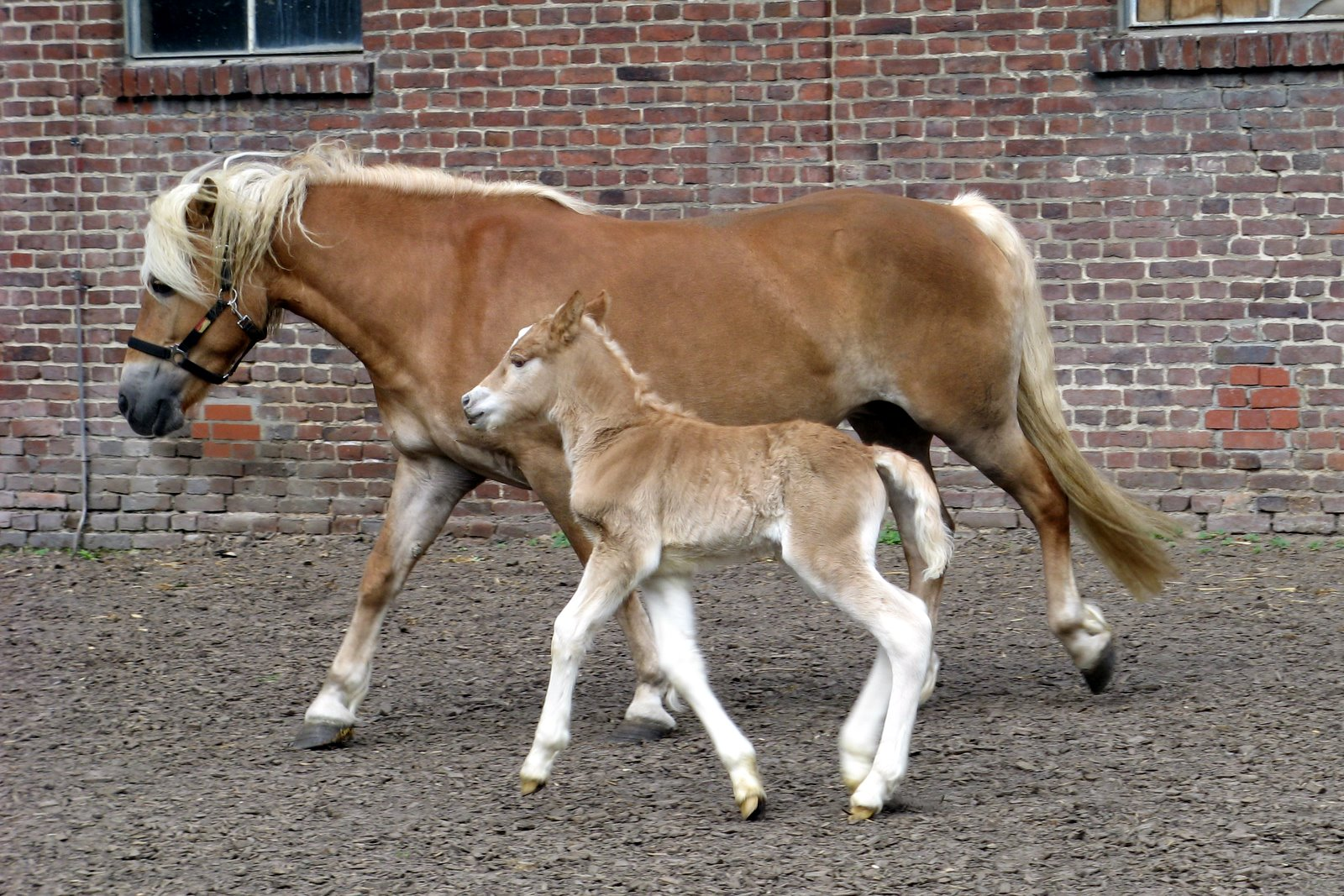
Jument Haflinger avec son poulain.

Certaines sources reconnaissent deux types de Haflingers, les « lourds » et les « raffinés ». Le « lourd » est de taille plus réduite, de poids plus important, et excelle aux travaux de traction et d'agriculture. Le « raffiné » est employé à l'équitation de loisir, à la traction légère et en compétition sous la selle,.

### Standard morphologique

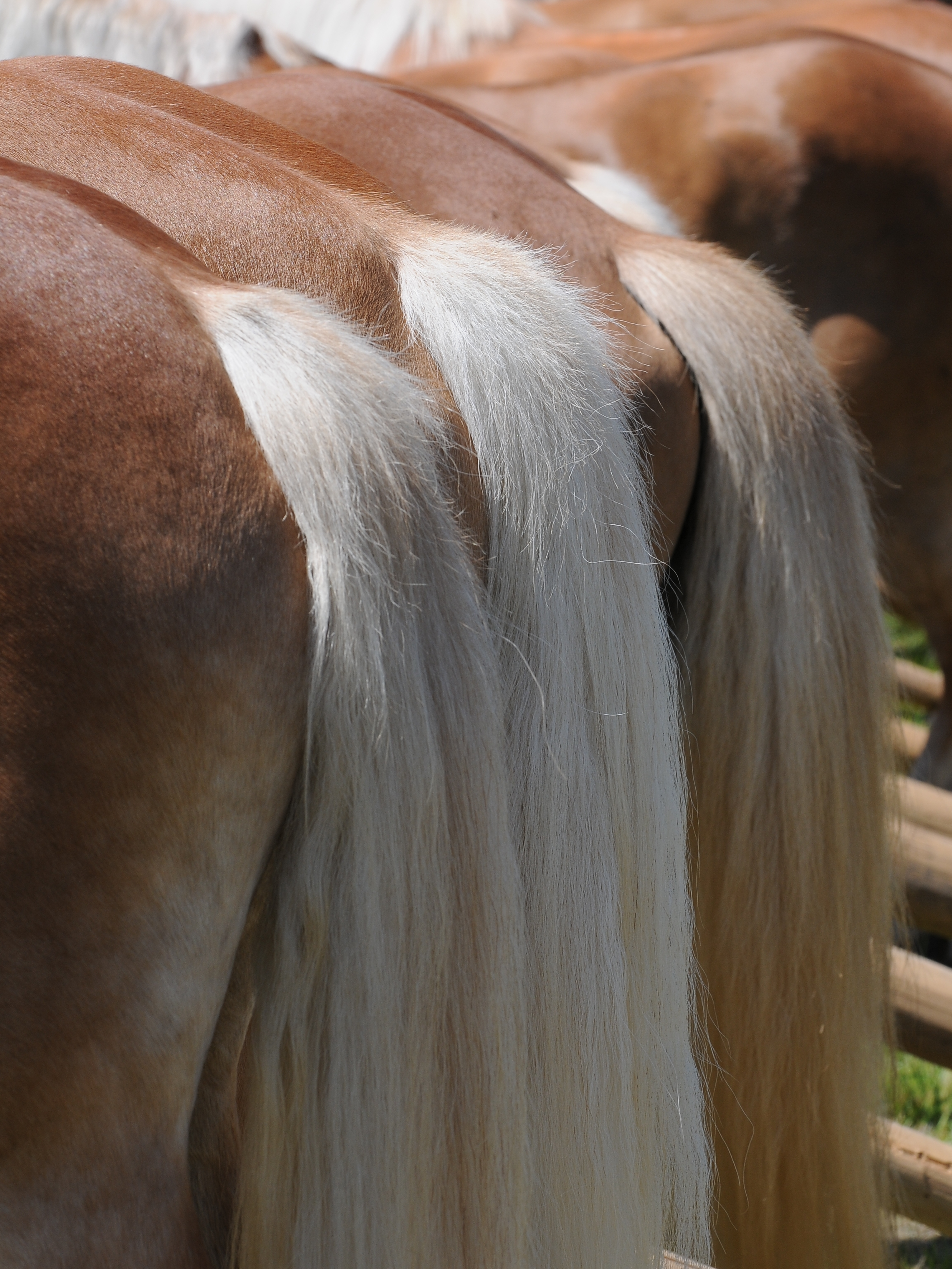
Détail de la croupe et de la queue.

Historiquement élevé pour être un animal de travail, le Haflinger en a conservé certaines caractéristiques telles que sa croupe souvent double, son encolure d'une bonne puissance et ses pieds relativement larges. Sa sélection pour le sport durant la seconde moitié du XXe siècle l'a transformé morphologiquement : il a grandi de 6 cm en moyenne entre 1984 et 1999, perdu en largeur de poitrail et en tour de sangle, et son squelette s'est allégé. Quelques spécialistes, comme Lætitia Bataille, regrettent cette tendance à transformer les races de petits chevaux rustiques en animaux de sport, cela risquant de se faire en perdant la robustesse qui les caractérise.

#### Taille et poids
La taille moyenne de la race a augmenté depuis la fin de la Seconde Guerre mondiale, passant d'environ 1,40 m (1,34 m à 1,42 m) au garrot à une fourchette comprise entre 1,37 et 1,49 m de nos jours, pour une moyenne de 1,45 m. Cette augmentation répond à la volonté de rendre le Haflinger plus sportif et polyvalent. Il est déconseillé aux éleveurs d'obtenir des chevaux d'une taille inférieure à la recommandation, mais les animaux plus grands peuvent être admis chez la race s'ils répondent aux autres critères du standard. La taille recherchée par les éleveurs français se situe entre 1,44 et 1,49 m. Le poids va de 380 à 450 kg.
Certains pays enregistrent le Haflinger parmi les chevaux, d'autres parmi les poneys. C'est dû à sa taille, qui le classe le plus souvent comme poney (moins de 1,49 m au garrot) selon les normes de la fédération équestre internationale. Il se rapproche toutefois plus d'un cheval que d'un poney par sa morphologie.

#### Tête

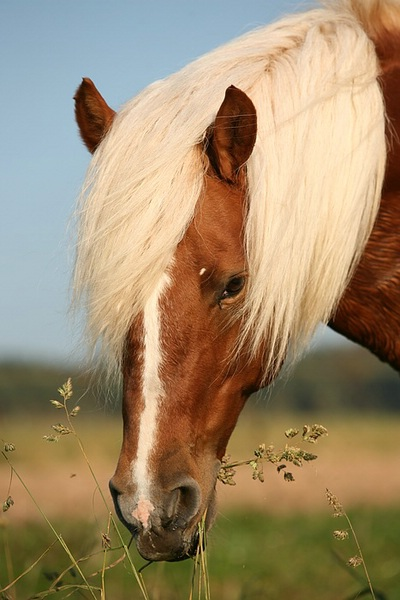
Détail de la tête d'un Haflinger avec une liste, marque blanche ici bien visible.

La race possède une tête légère, courte et raffinée, bien dessinée, au front large, qui s'affine vers le bout du nez. Elle est proche de celle de l'Arabe grâce à son profil légèrement concave, cette influence peut être plus ou moins visible selon les sujets. Les yeux sont intelligents et doux, les naseaux bien ouverts, les oreilles petites (trait typique de l'influence montagnarde, puisque cela offre une meilleure résistance au froid) et mobiles,.

#### Avant-main, corps et arrière-main
L'encolure est de taille moyenne à longue, la plupart du temps très musclée, attachée haut et recherchée pas trop épaisse. Le garrot est bien sorti, les épaules sont inclinées et bien formées, permettant un mouvement ample et souple au pas et au trot, le poitrail est ouvert et profond, la poitrine profonde. Le dos est de longueur moyenne, bien musclé, la croupe est longue, légèrement inclinée et musclée elle aussi,. Croupe et reins sont charnus, le corps est, dans l'ensemble, d'une grande puissance. Le dos mesure 137 à 150 cm de long, le tour de poitrine 172 cm en moyenne.

#### Membres et crins
Les jambes sont plutôt courtes mais propres et sans lourdeurs, dotées de larges genoux plats et de jarrets puissants aux tendons et ligaments bien nets. Le tour de canon fait toujours 19 à 20 centimètres depuis les années 1980. Les sabots sont adaptés aux terrains difficiles.
Les crins, crinière et queue, sont longs, abondants et soyeux, les fanons clairs et abondants. La crinière est généralement gardée la plus longue possible, tombant des deux côtés de l'encolure.

### Robe et marques
Le Haflinger est désormais toujours de robe alezane aux crins lavés, cette particularité permettant d'identifier la race sans ambiguïté. Toutes les nuances de l'alezan sont admises, la palette allant de la couleur d'or clair à l'alezan brûlé, couleur proche de celle du café torréfié. La crinière et la queue sont d'une couleur blanche à jaune pâle, particularité que l'on appelle les « crins lavés ». Cette apparence « or et argent » très élégante est pour beaucoup dans le succès mondial de la race,. Les marques blanches en tête et les balzanes sont fréquentes et autorisées par le standard. De nombreux chevaux portent une liste en tête, d'autres ne peuvent présenter qu'une étoile en tête, mais ces marques de la tête ne doivent pas présenter trop d'extension. De même, trop de balzanes est déconseillé. Les animaux peuvent porter une raie de mulet et les décolorations typiques du pangaré : bout de nez, ventre et intérieur des membres plus clairs. Cette robe rappelle celle du Comtois, un cheval de trait jurassien provenant d'une région géographiquement assez proche, avec lequel le Haflinger possède peut-être des liens de parenté. Les « impuretés » dans la robe (rouannage, marques noires…) sont déconseillées, tout comme les crins dont la teinte s'éloigne du crins lavés.

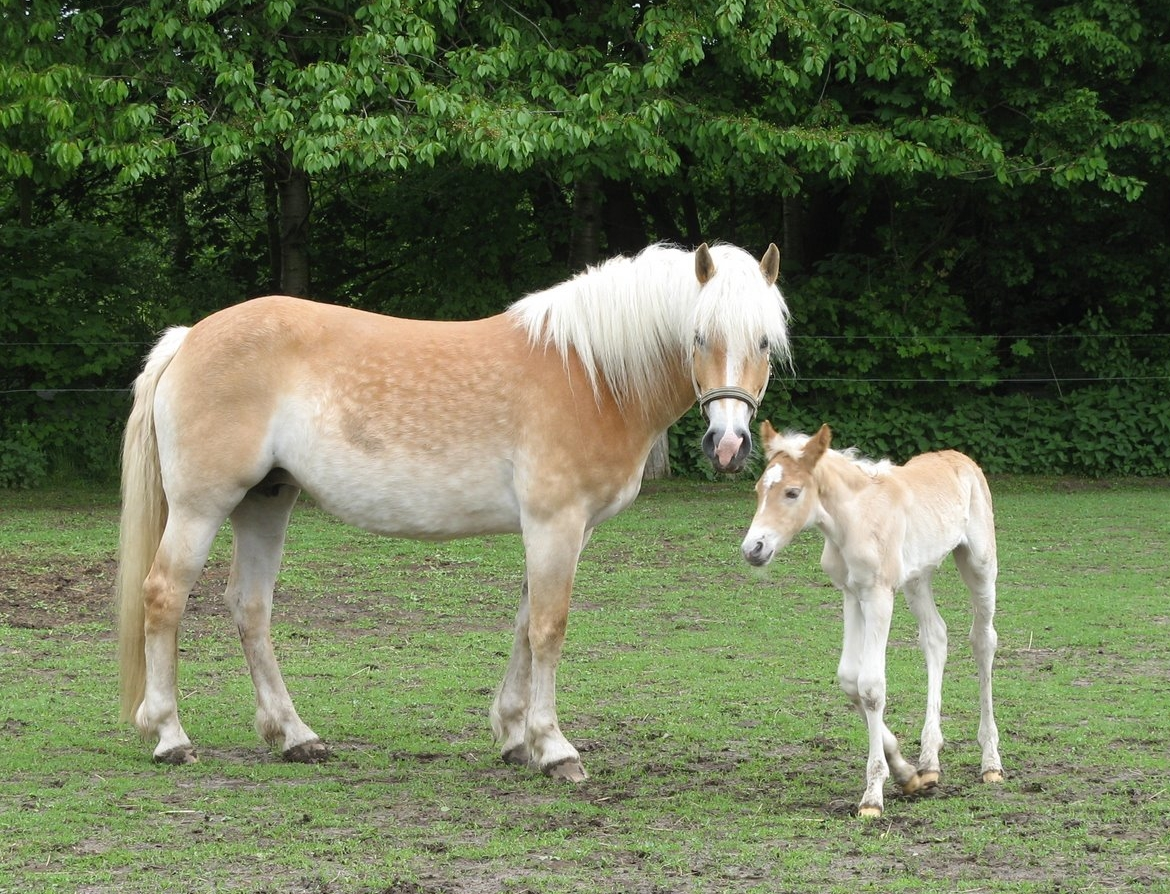
Alezan clair pangaré.
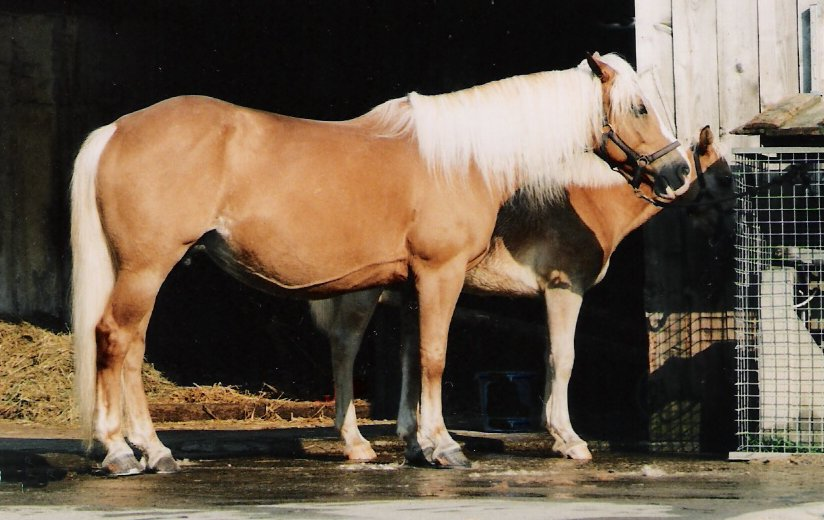
Alezan doré.
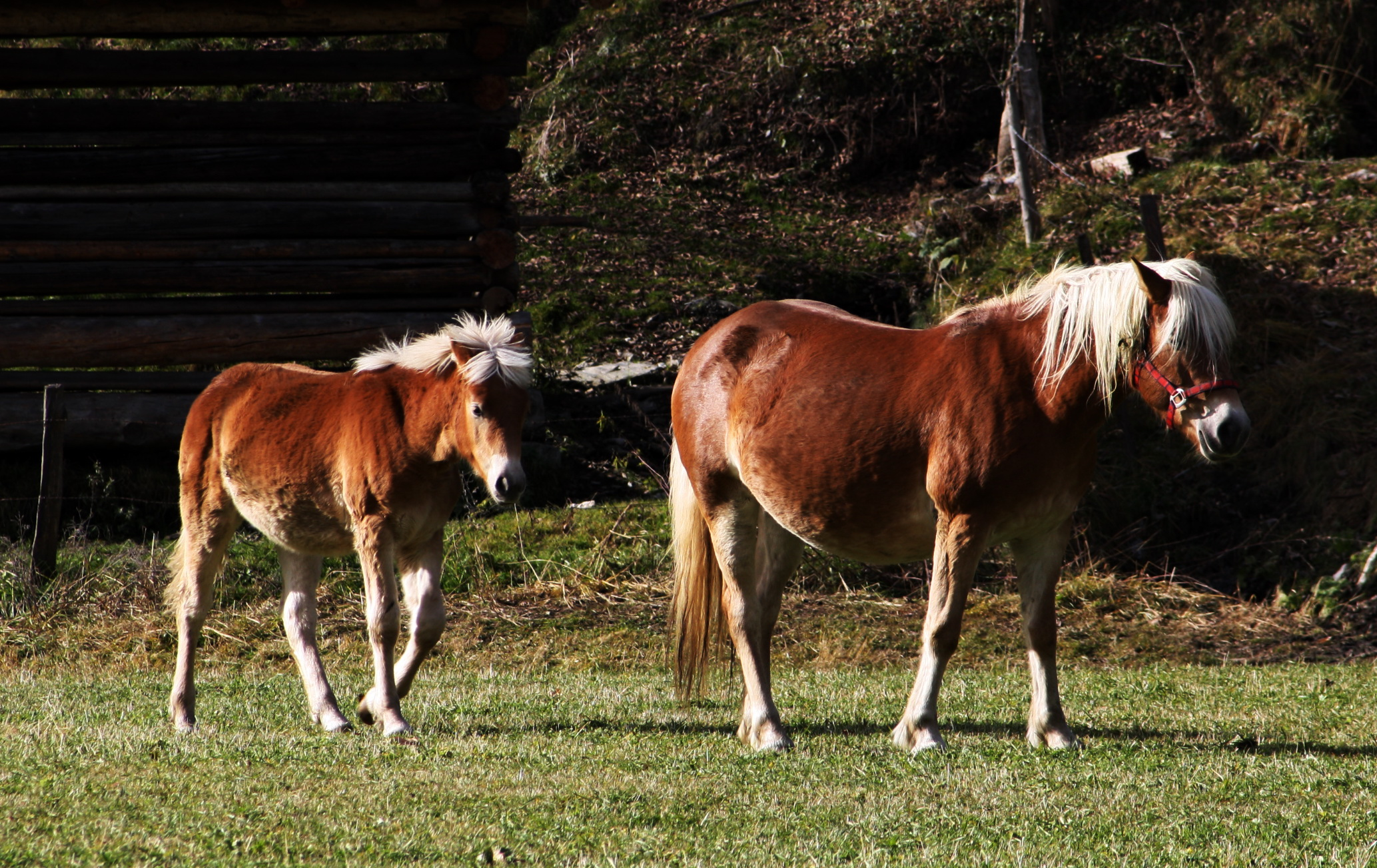
Alezan brûlé.

Historiquement, les premiers Haflingers pouvaient porter d'autres robes comme le bai, le gris, l'isabelle et le noir, robe de Martl, l'étalon monté par l'empereur François-Joseph Ier d'Autriche pour la chasse. L'alezan crins lavés s'est imposé durant la seconde moitié du XXe siècle.

### Allures
Le Haflinger possède des allures rythmiques couvrant bien le sol. Le pas est détendu mais énergique. Le trot et le galop sont élastiques, énergiques et athlétiques avec une tendance naturelle à être légers de l'avant-main et équilibrés. Il y a une certaine action du genou, et le galop présente un mouvement vers l'avant et le haut très caractéristique .

### Tempérament et entretien

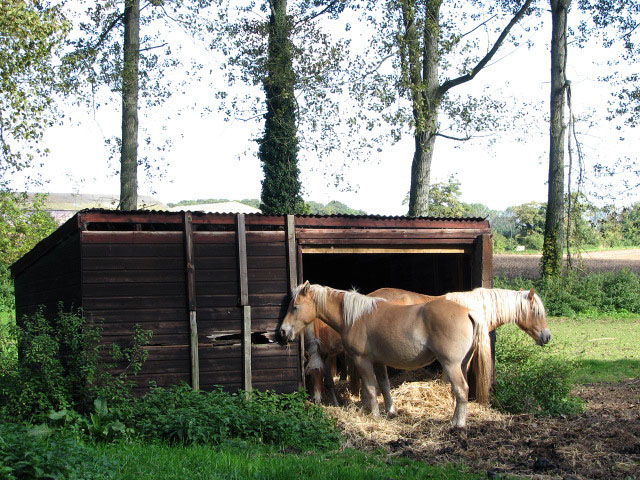
Sa rusticité permet au Haflinger de vivre à l'extérieur toute l'année mais il ne dédaigne pas un abri, comme ici.

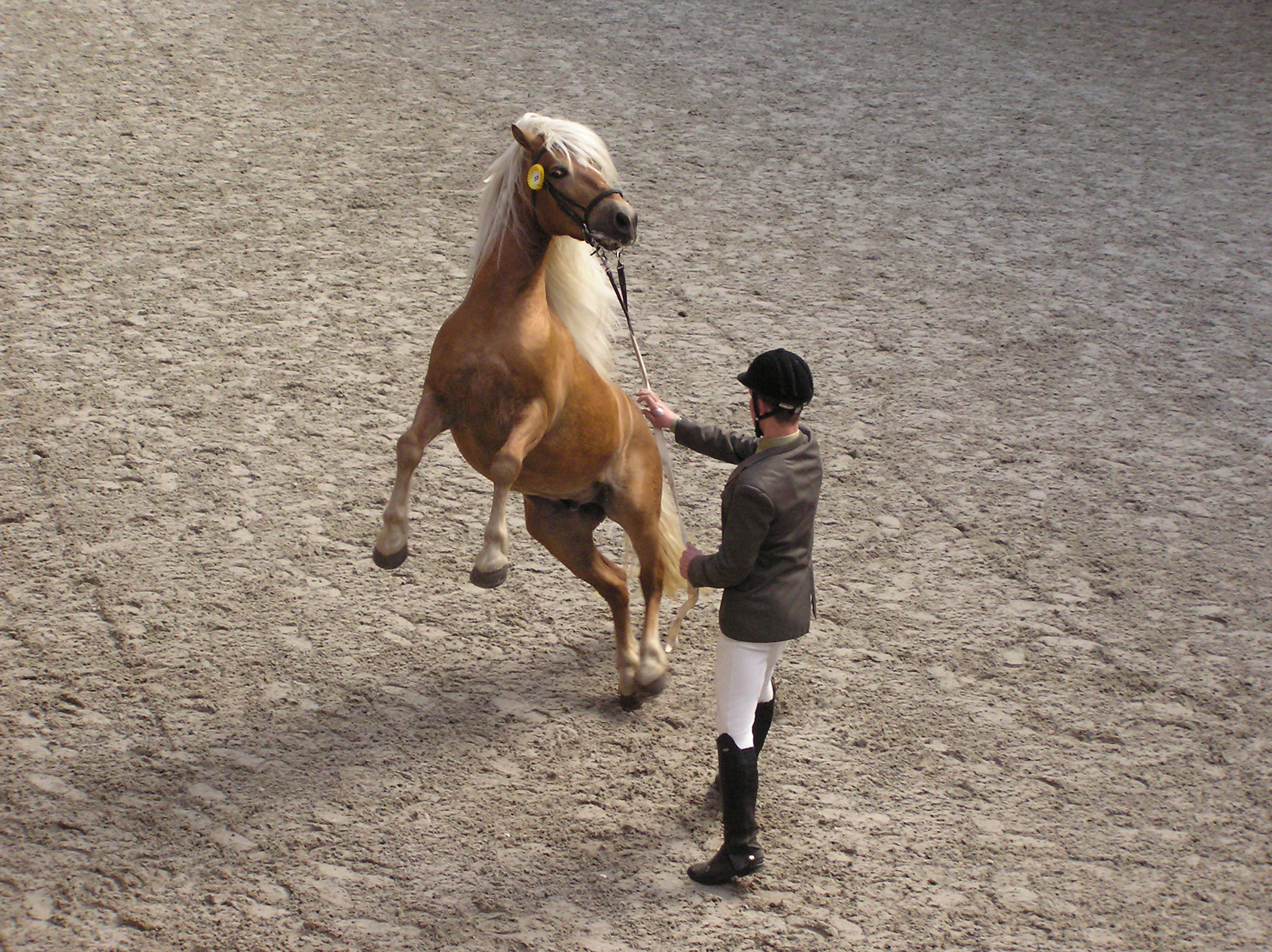
De nature calme et amicale, le Haflinger demande néanmoins une bonne éducation, comme tout cheval.

L'un des points clés dans la sélection de la race, qui fait aussi la renommée de ce cheval, est son tempérament. Ce point entre dans les critères de choix des chevaux enregistrés depuis la seconde moitié du XXe siècle. Les animaux doivent présenter une nature calme et sympathique, un caractère très docile et affectueux afin d'être inscrits aux différents registres nationaux de la race. Le tempérament de chaque cheval est testé durant les inspections officielles. Le Haflinger est de ce fait un peu perçu comme « le Golden Retriever des chevaux ». Il est néanmoins nécessaire de lui offrir une bonne éducation du fait de sa grande force, qui pourrait le rendre dangereux en cas de désobéissance. Il est d'ailleurs assez obstiné, corollaire sans doute de son intelligence.
Il est également réputé pour son pied sûr, son souffle et sa longévité ; en effet, plusieurs sujets de la race ont dépassé les quarante ans. Il s'élève facilement de manière extensive en plein air, les chevaux du Tyrol sont fréquemment laissés en semi-liberté jusqu'à l'âge de quatre ans. Frugal, il se nourrit de peu, tout en conservant son aptitude au travail en altitude. Il est exposé à des températures froides et la neige ne lui fait pas peur ; par contre, il s'adapte mal aux climats chauds. Une autre particularité de la race, d'après ses éleveurs, réside dans sa palette de vocalises plus large que celle des autres chevaux. Elle est peut-être issue du fait que, dans les environnements montagneux, les chevaux peuvent difficilement se voir et recourent à davantage de communication auditive.

### Les sept lignées

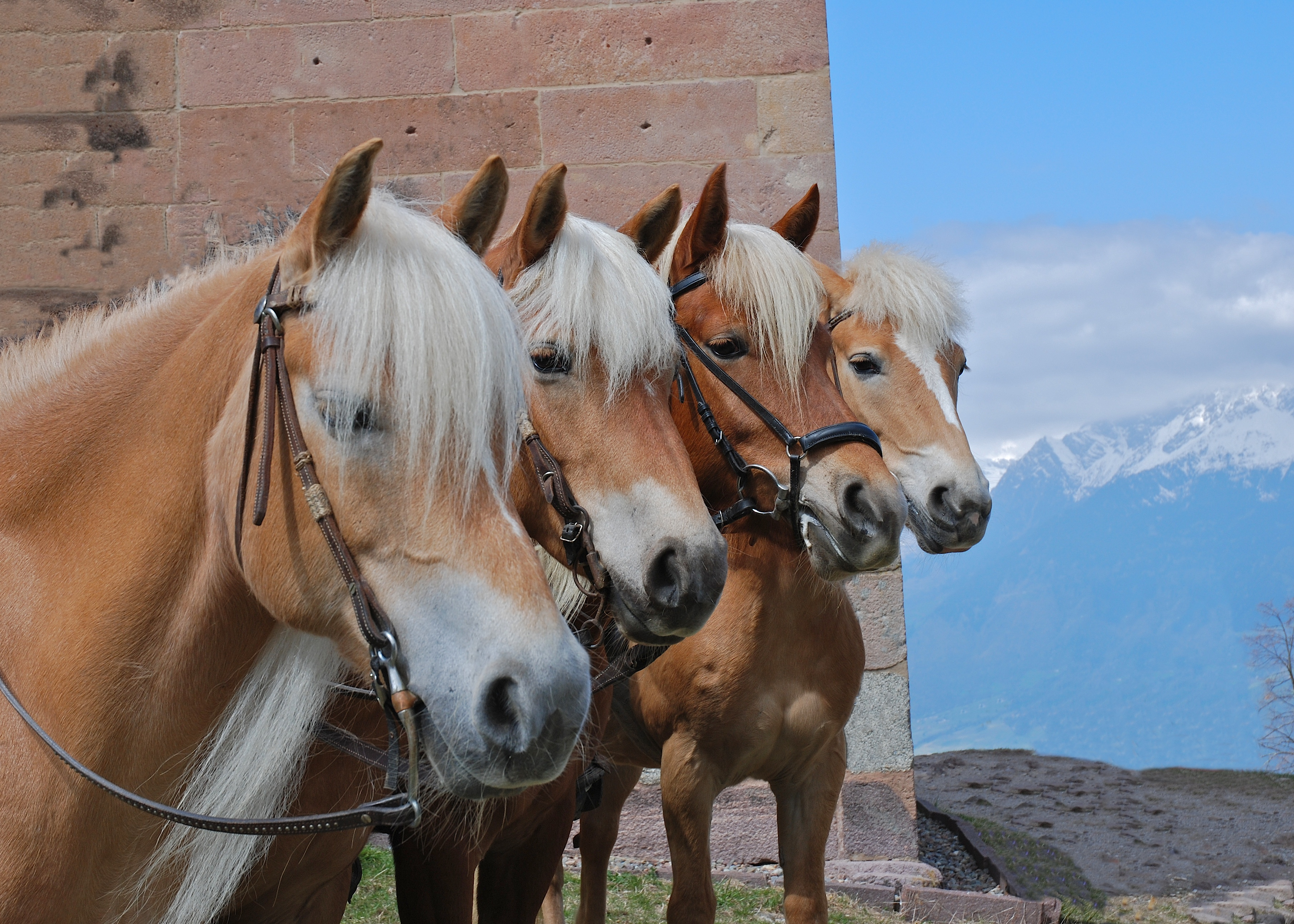
Groupe de Haflingers, montrant bien leurs similitudes de robe et de modèle.

Tous les Haflingers enregistrés doivent être affiliés à l'une des sept lignées d'étalons fondées par le fondateur Folie. Habituellement, les poulains reçoivent un nom qui commence par la ou les lettres de leur lignée fondatrice et les pouliches reçoivent un nom dont la ou les premières lettres renvoient à celle de leur lignée maternelle.
La France est une exception, puisque les poulains nés sur le sol du pays doivent obligatoirement porter un nom commençant par une lettre attribuée en fonction de l'année de naissance. En Italie, les poulains mâles doivent être nommés avec la ou les lettres désignant la lignée de l'étalon, pendant que les pouliches sont nommées selon leur année de naissance.
Les sept lignées d'étalons sont :
- la lignée A : fondée par Anselmo, né en 1926. L'une des lignées les plus influentes de nos jours, les descendants forment le deuxième plus grand nombre d'étalons dans les haras. Anselmo a été importé au haras à l'âge de 21 ans, quand le manque d'étalons après la Seconde Guerre mondiale a fait craindre que la race ne survive pas. il a lui-même donné naissance à plusieurs étalons représentés dans toutes les populations d'élevage du Haflinger à travers le monde ;
- la lignée B : fondée par Bolzano, né en 1915. Bolzano a fondé une lignée moins commune, qui, bien que fortement présente en Autriche, n'est pas répandue ailleurs. La ligne commence néanmoins à se répandre aux États-Unis et dans plusieurs pays européens, dont la Grande-Bretagne ;
- la lignée M : fondée par Massimo, né en 1927. Cet étalon italien a fondé une lignée qui domine de nos jours en Autriche et en Italie ;
- la lignée N : fondée par Nibbio, né en 1920. Très tôt dans son histoire, la lignée de Nibbio se divise en deux branches, l'une en Italie et l'autre en Autriche. la lignée N est l'une des plus populaires, représentant le plus grand nombre d'étalons présents dans les haras. Avec la lignée A, elle est la seule qui soit présente dans tous les pays d'élevage, bien qu'elle reste plus prolifique en Italie et en Autriche ;
- la lignée S : fondée par Stelvio, né en 1923. La lignée de Stelvio est l'une des moins nombreuses, et a manqué s'éteindre à la suite de l'introduction de sang non-Haflinger en Allemagne. Elle est actuellement assez populaire en Italie, et les Autrichiens travaillent à sa réintroduction dans leur pays ;
- la lignée ST : fondée par Student, né en 1927. Bien que la lignée ST soit représentée par un grand nombre d'étalons, sa diffusion géographique reste limitée en raison de l'absence de sélection dans certains pays. L'Allemagne et les États-Unis détiennent la plupart de ces chevaux en dehors de l'Autriche ;
- la lignée W : fondée par Willi, né en 1921. La lignée W est menacée très tôt par les croisements durant son histoire, mais se maintient fortement aux Pays-Bas, au Canada et aux États-Unis, avec une population restreinte en Autriche.

Bolzano et Willi sont des arrière-arrière-petits-fils de Folie, les autres étalons étant ses arrière-arrière-arrière-petits-fils. En particulier, durant les premières années de l'histoire de la race, des accouplements consanguins ont été pratiqués, parfois par accident, parfois délibérément, dans le but de renforcer les caractéristiques dominantes. Pendant les années 1980 et 1990, différentes études se sont penchées sur les différences morphologiques associées à chaque lignée. Des différences significatives dans certaines caractéristiques, notamment la taille et les proportions, ont été constatées. Ces différences ont été utilisées pour aider à atteindre les objectifs de sélection, en particulier en Italie pendant les années 1990.

### Sélection

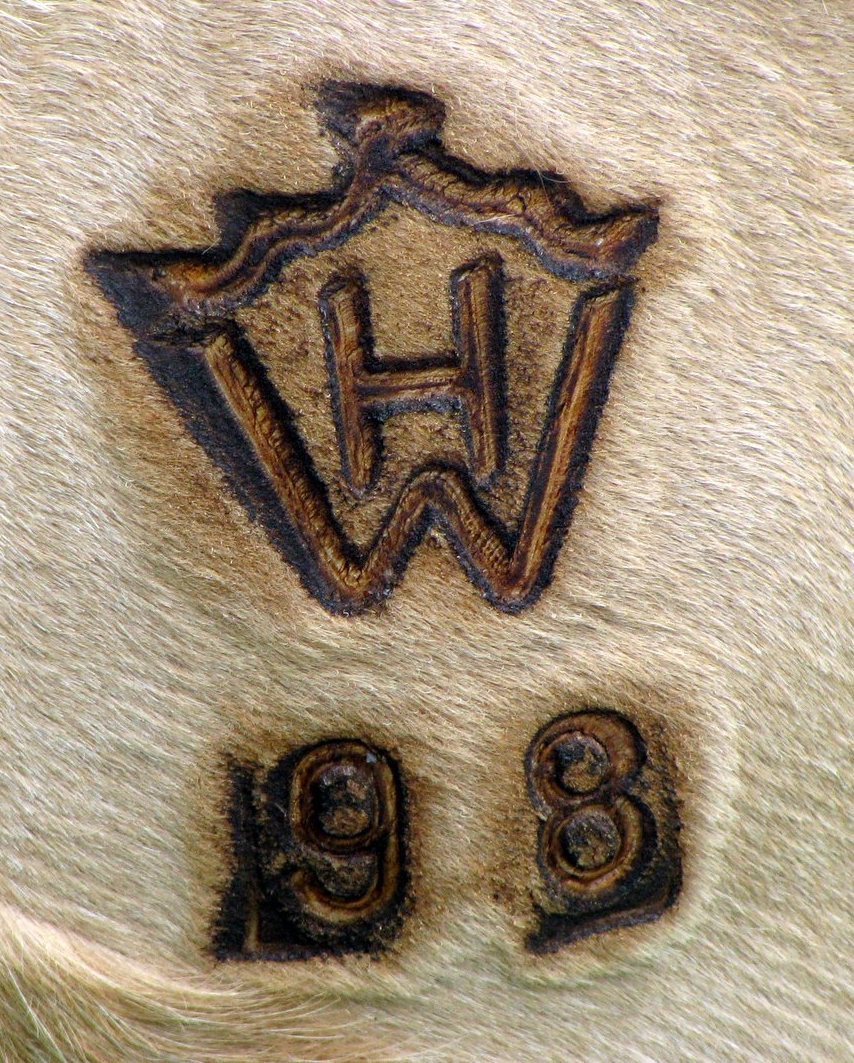
Marque au fer rouge d'un Haflinger du berceau d'élevage tyrolien, constituant un label de conformité au standard de la race. Élevage privé.

Tous les chevaux Haflingers doivent avoir une ascendance retracée jusqu'à l'étalon Folie, à travers l'une des sept lignées d'étalons (A, B, M, N, S, ST, et W), pour être considérés comme des Haflingers de pure race.
Des organismes de race existent dans de nombreux pays, et fournissent des informations au sujet du pedigree et des propriétaires de chaque cheval. Ils participent également à la promotion de la race. La plupart sont eux-mêmes affiliés à tous les autres via leur appartenance à la World Haflinger Federation (WHF), créée en 1976. La WHF établit les guides d'élevages internationaux, les objectifs et les règles pour la sélection du stud-book, et les tests de performances. Ils autorisent également les « shows » européens et mondiaux de la race, et compilent les listes annuelles des experts et arbitres pour la race Haflinger. La WHF chapeaute l'ensemble des 21 organismes de race existant dans 22 pays. Ces membres incluent la Haflinger Horse Society of Australia, l’Australian Haflinger Horse Breeders Association, la Canadian Haflinger Association, L’Haflinger Pferdezuchtverband Tirol, L’Associazione Nazionale Allevatori Cavalli di Razza Haflinger Italia en Italie, l’American Haflinger Registry… Une division existe pour les éleveurs provenant de pays qui ne sont pas membres de la WHF.
Les organismes nationaux sont autorisés à devenir membres de la WHF à la stricte condition de promouvoir l'élevage en race pure, et de maintenir les caractéristiques héréditaires du Haflinger. Ils doivent également tenir un stud-book en race pure bien distinct du stud-book de croisement, destiné aux animaux issus de sang arabe (Haflo arabe) ou autre.
Un système strict d'inspection, débuté en Autriche, a évolué pour assurer la bonne qualité des chevaux destinés à l'élevage. Il est couplé à une maintenance étroite du stud-book en vue de maintenir la validité des inscriptions. Les juments doivent être inspectées et enregistrées auprès du stud-book avant de pouvoir être mises à la reproduction, et de multiples démarches sont nécessaires pour prouver la conception et la naissance d'un poulain de race Haflinger. Dans les six mois suivant leur naissance, les poulains sont inspectés, ceux qui sont considérés comme ayant un bon potentiel pour la reproduction reçoivent des certificats de pedigree et un marquage au fer. Les chevaux sont réinspectés avant leurs trois ans, comparés aux standards de la race, s'ils réussissent, ils entrent ensuite dans le stud-book. Après leur inspection finale, les chevaux d'Autriche et d'Italie sont marqués au fer rouge, d'une marque à feu représentant un edelweiss. Les chevaux du berceau d'élevage, Autriche et Tyrol du Sud, portent la lettre « H » au centre de la marque, tandis que les chevaux provenant d'autres régions italiennes reçoivent les lettres « HI »,.
Les chevaux sont jugés sur leur conformation, leurs actions, leur ossature, leur taille, leur tempérament et leur robe. Les juments doivent avoir un pedigree entièrement nominatif de pure race s'étendant sur six générations en arrière pour être acceptées au stud-book. Les étalons sont enregistrés séparément. Les poulains mâles doivent être issus d'une jument avec un pedigree de pure race, ils sont inspectés sur la base de la fiabilité héréditaire et susceptibles de marquer leur descendance aussi bien que de transmettre d'autres aptitudes. Chaque certificat d'enregistrement d'étalon doit présenter un pedigree complètement pur remontant sur quatre générations, ainsi que les dossiers des juments saillies, les pourcentages de grossesses avortées, de poulains mort-nés et vivants, les numéros et les sexes des poulains nés. Cette information est employée pour faire correspondre les étalons et les juments à la reproduction. Les poulains tyroliens font l'objet d'une évaluation initiale, ceux qui ne sont pas choisis doivent être soit castrés, soit vendus hors de l'aire d'élevage du Tyrol. Les poulains choisis sont réévalués tous les six mois jusqu'à ce qu'une inspection finale, à l'âge de trois ans, permette de choisir les meilleurs étalons pour la reproduction au Tyrol. Après quoi, ils sont achetés par le ministère autrichien de l'Agriculture et mis à disposition dans la région. D'autres pays fondent leurs pratiques d'enregistrement et de sélection sur les tyroliennes, comme cela est exigé par la WHF.

## Utilisations

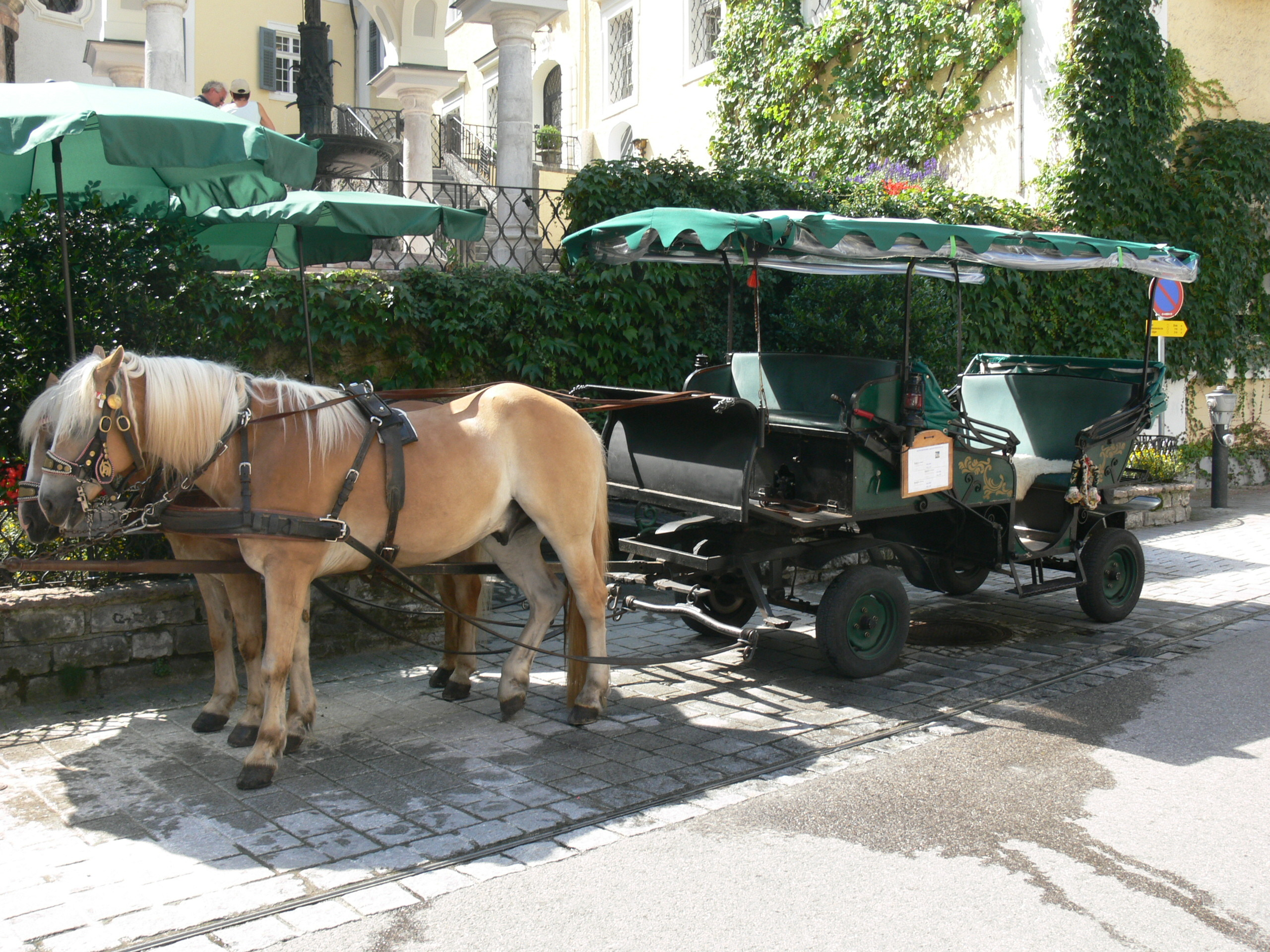
Haflingers tractant une calèche dans le nord de l'Autriche.

Les Haflingers sont sélectionnés pour être assez souples dans la plupart des pratiques d'équitation, mais assez solides pour la traction et le travail. Autrefois, ils étaient très demandés pour l’agriculture, l'armée et le bât. Ils sont faciles à débourrer et à dresser.

### Travail

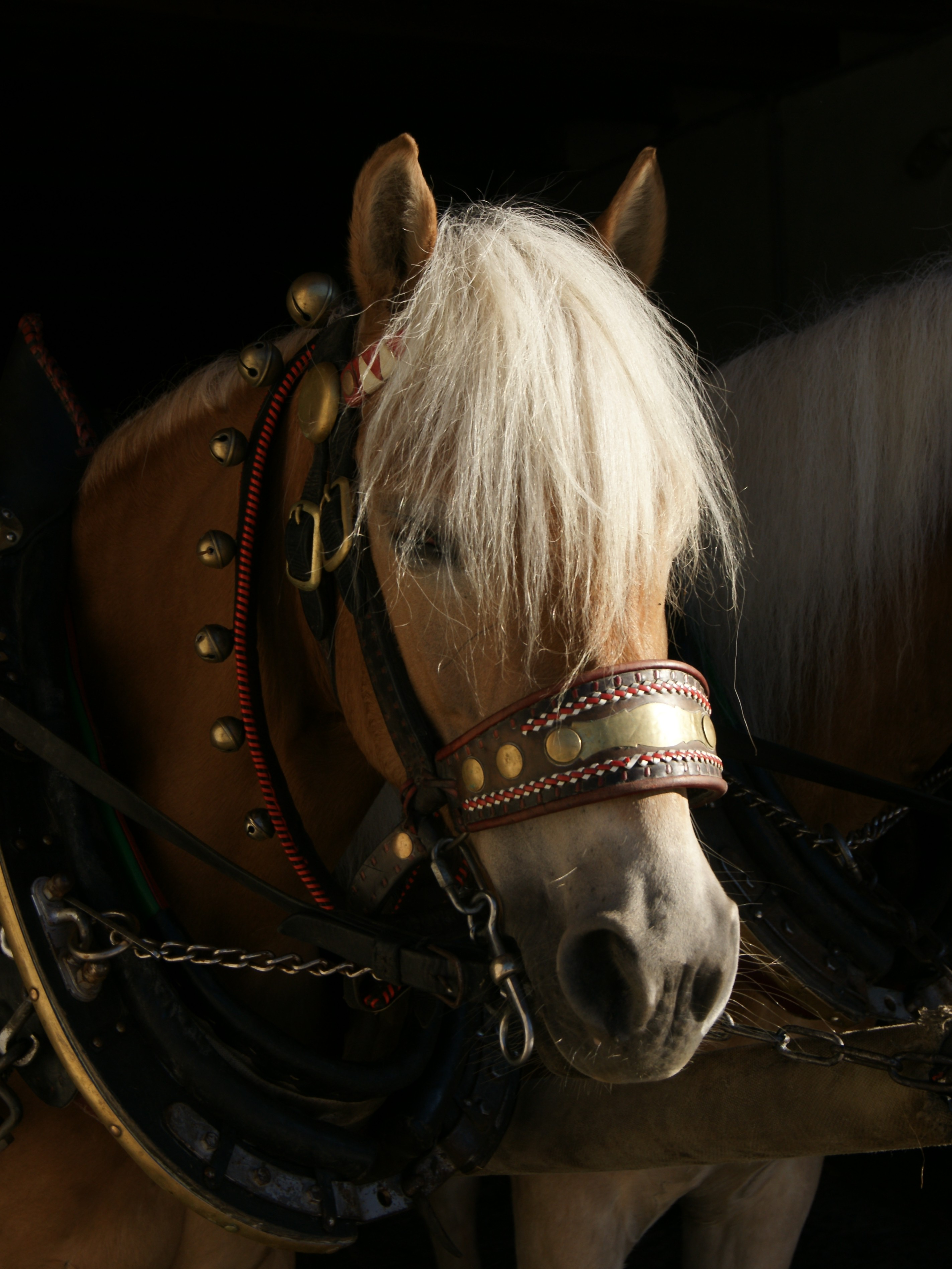
Haflinger équipé pour la traction, photographié à Au Rehmen.

Originellement créé pour travailler dans sa région montagneuse natale, où il était employé comme cheval de bât et pour diverses activités agricoles, le Haflinger continue parfois d'être mis à contribution sur ce type de tâches. À la fin du XXe siècle, l'armée indienne fait appel à la race dans le but d'élever des animaux de bât aptes à travailler en zone montagneuse, bien que ce programme se solde par un échec en raison de l'incapacité du Haflinger à résister à la chaleur du désert. L'armée autrichienne emploie toujours quelques représentants de la race comme chevaux de bât en terrain accidenté. Ils sont le plus souvent présents dans les Alpes, gravissant des pentes allant jusqu'à 40 % et des marches allant jusqu'à 40 centimètres. Environ 70 chevaux sont ainsi employés sur une base de la 6e brigade de chasseurs à Hochfilzen. Le Haflinger est également employé par l'armée allemande pour le travail en terrain difficile, mais à des fins de démonstration. Quelques chevaux travaillent au débardage.

### Sports et loisirs
Désormais, la race se retrouve dans une large gamme d'activités. Elle a commencé à se faire connaître comme monture de voltige en cercle et de rééducation des handicapés par l'équitation, grâce à son bon tempérament. C'est toutefois surtout à l'attelage léger de loisir ou de compétition que le Haflinger montre ses capacités, remportant de nombreux prix dans cette discipline,. Dans les années 1970, le prince Philip Mountbatten concourt en attelage à quatre avec un équipage de Haflingers.
Désormais, la race est montée en équitation de loisir (randonnée équestre), et se retrouve dans des activités sportives incluant l'équitation western, le ski joëring, l'endurance, le dressage, le concours complet d'équitation et le saut d'obstacles, mais pas à haut niveau pour ces trois dernières. Si les Haflingers sont très populaires comme montures de dressage pour les enfants, leur taille et leur constitution robuste les rendent tout à fait aptes à porter des adultes,. Ils sont d'ailleurs conseillés aux adultes et adolescents ayant de bonnes connaissances équestres plutôt qu'aux jeunes enfants sans expérience.

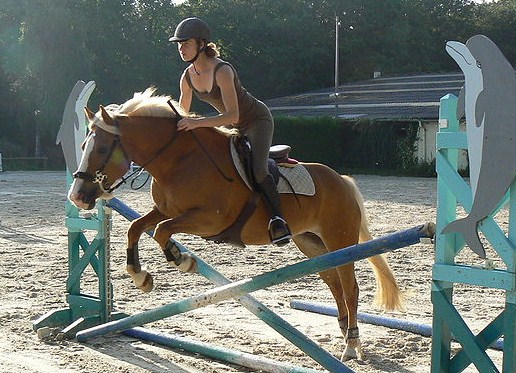
En saut d'obstacles.
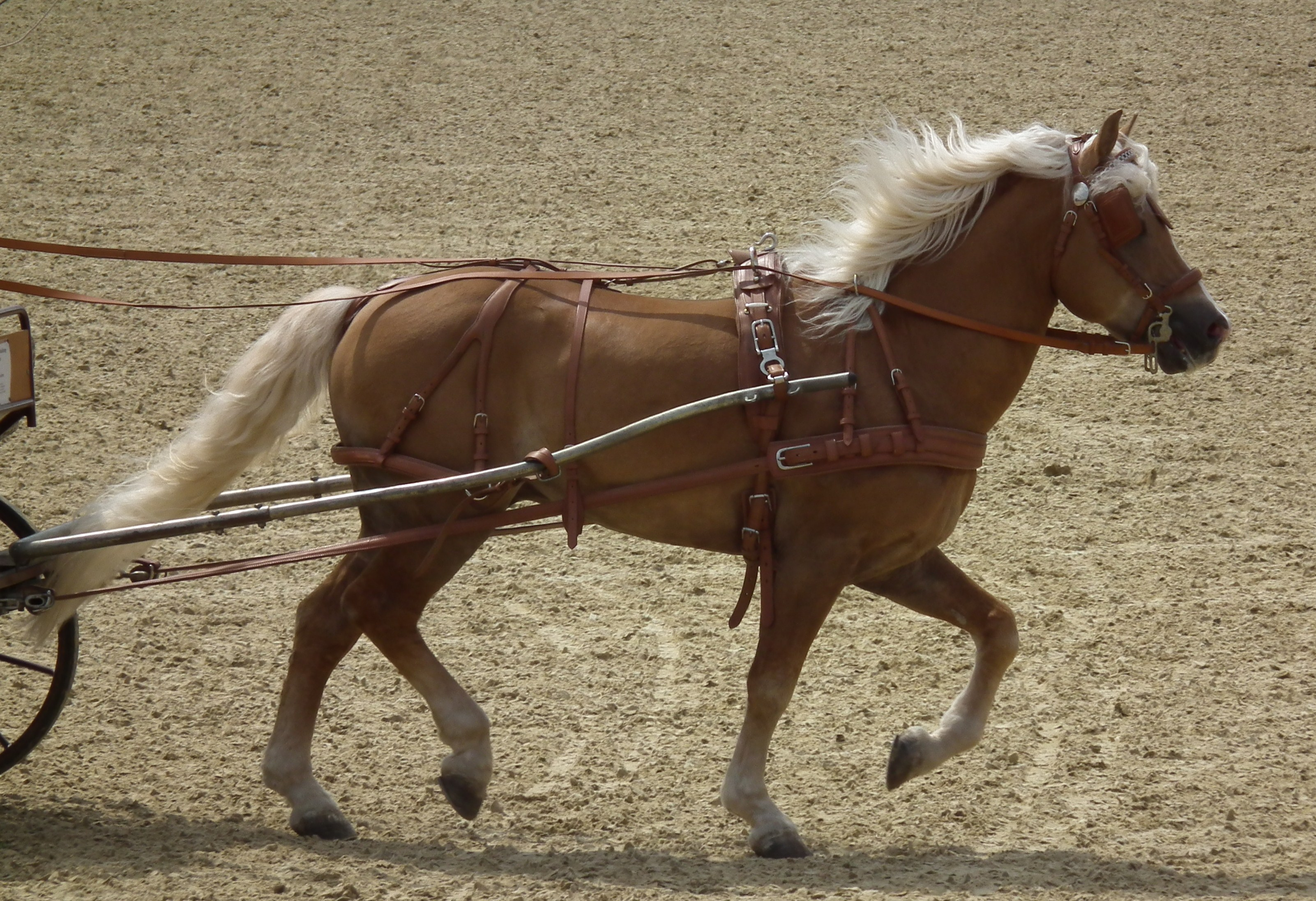
À l'attelage.
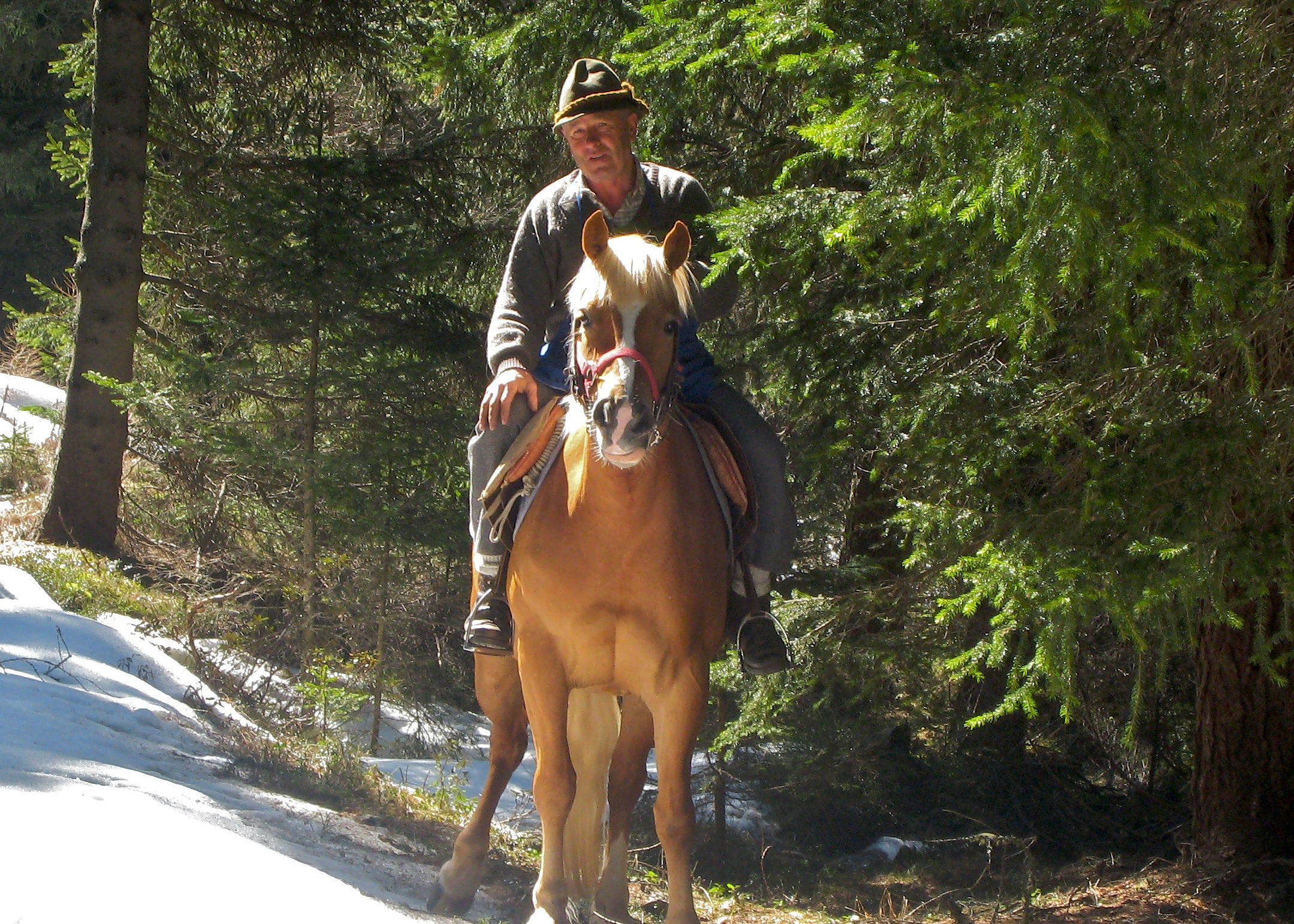
En randonnée équestre.
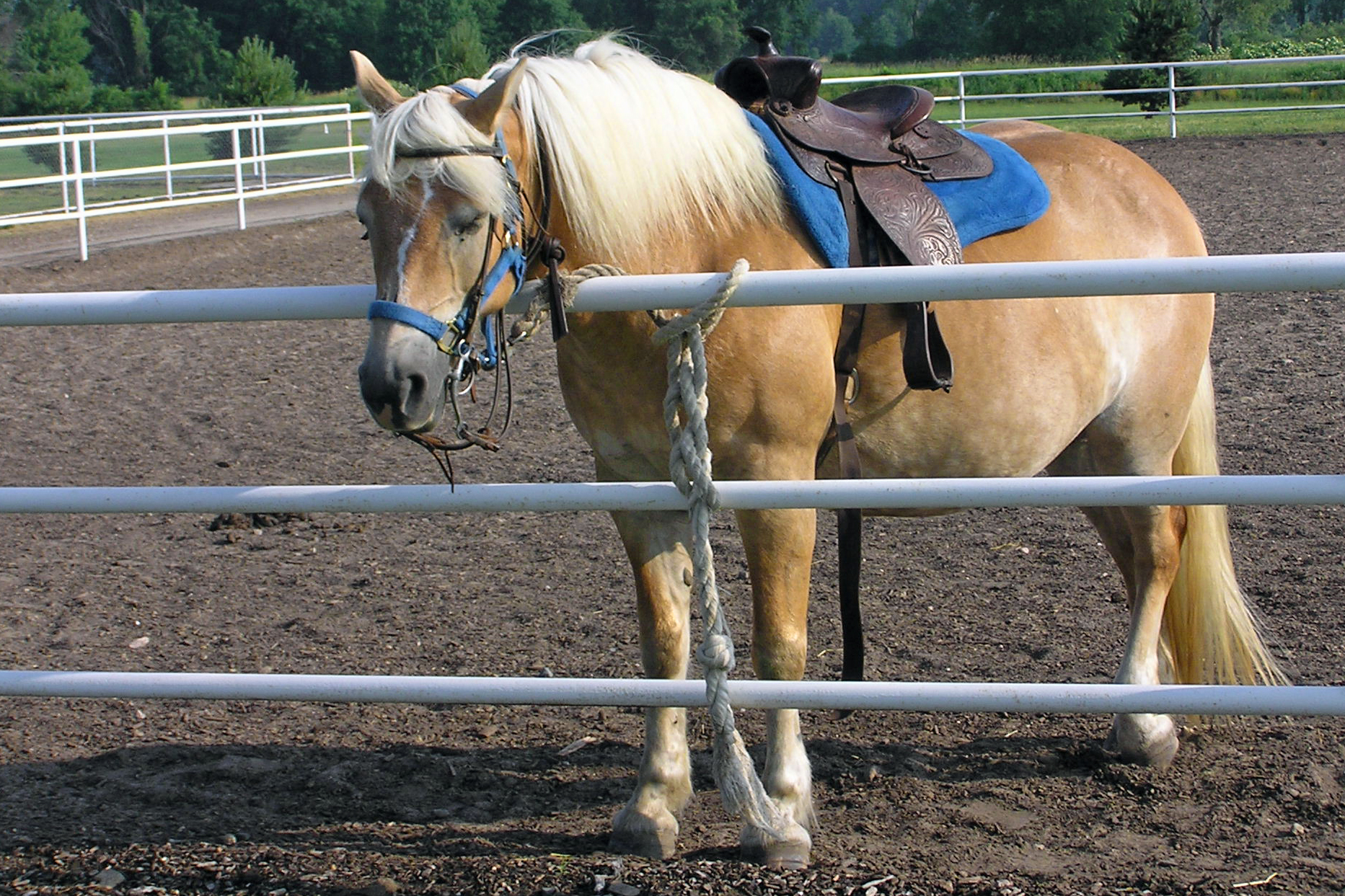
Harnaché pour l'équitation Western.

Les Haflingers lourds sont excellents en attelage, les plus légers et raffinés sont davantage faits pour le dressage et le saut d'obstacles. Ils sont populaires également comme montures de centres équestres.

### Croisements

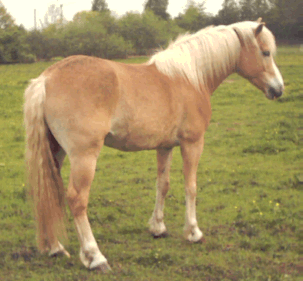
Un Arabo-Haflinger

Malgré l'interdiction autrichienne de croisements chez la race, d'autres pays en ont pratiqué dans une certaine mesure. Des animaux de bonne qualité sont nés de croisements entre Haflingers et chevaux arabes ou ibériques (Pure race espagnole et Lusitanien). Les Britanniques tiennent un registre spécifique pour les croisements issus de Haflingers. En Allemagne, les chevaux 75 % Haflinger et 25 % Arabe sont populaires, ils sont nommés « Arabo-Haflingers ». Ces derniers peuvent être issus du croisement direct d'une jument Haflinger et d'un étalon Pur-sang arabe, ou de deux Arabo-Haflingers. Le Edelbluthaflinger doit posséder au minimum 1,56 % de sang Arabe, pour un maximum de 25 %. Ces croisements sont très appréciés pour leur élégance.

### Viande et lait
En Italie, où l'hippophagie est la plus forte parmi les pays de l'Union européenne, les Haflingers fournissent une large part de la production nationale de viande de cheval. La plupart sont élevés exclusivement dans ce but puis abattus entre 10 et 18 mois, à moins d'un problème de santé ou d'âge.
La race Haflinger est également réputée en Europe pour sa production de lait de jument utilisé ou transformé à des fins diététiques ou cosmétiques. Les juments peuvent être traites trois fois par jour. Elles fournissent la majorité du lait de jument consommé en Allemagne et en Mongolie. En France, plusieurs entreprises spécialisées utilisent le lait de juments Haflinger dans une démarche d'agriculture biologique, dont la jumenterie de La voie lactée, à Volmunster, pionnière en ce domaine,, ou encore La vallée des Haflinger.

## Diffusion de l'élevage

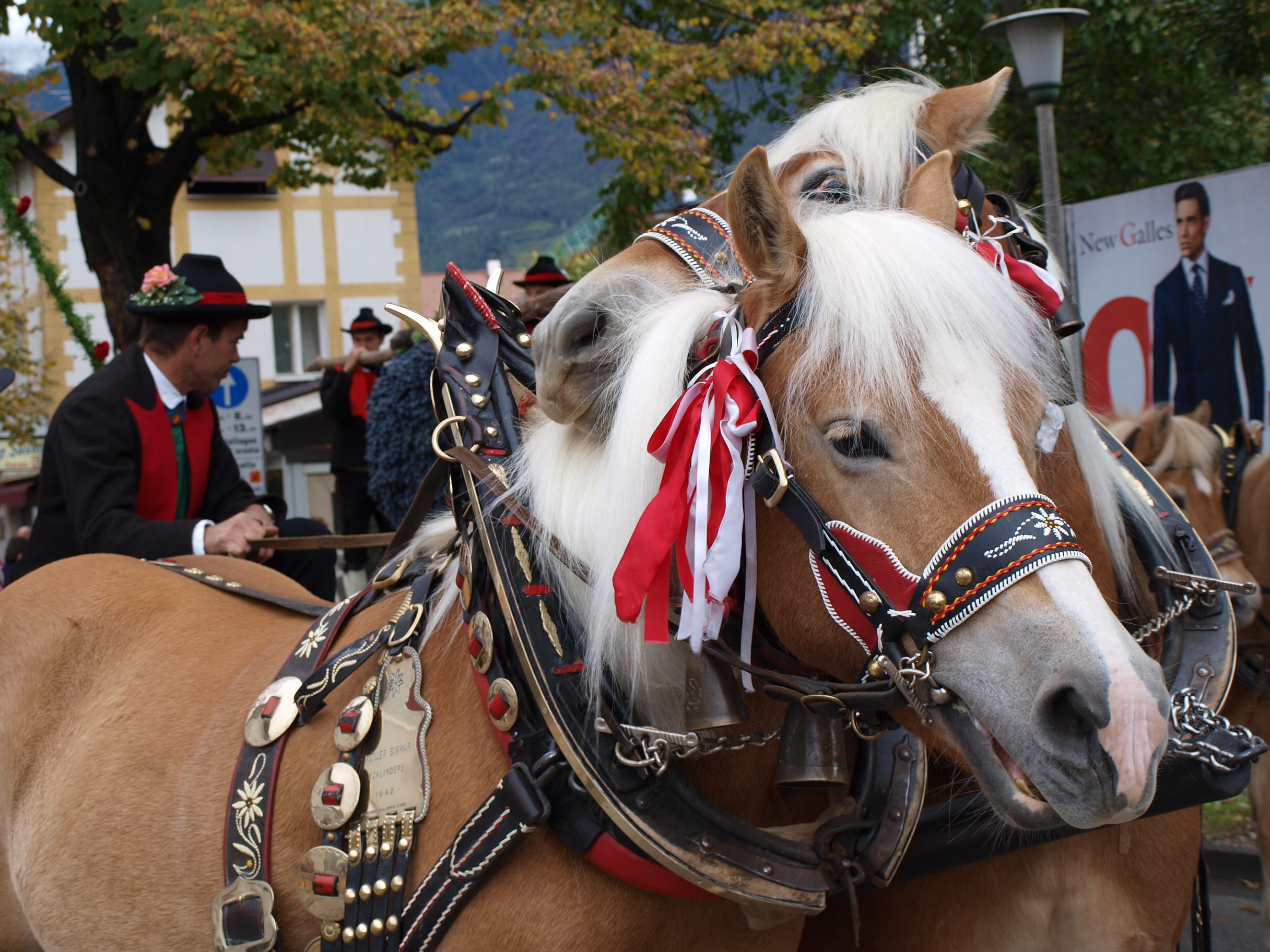
Haflingers en harnais traditionnel à la Festa dell'Uva de Merano, en Italie.

Le Haflinger est une race transfrontière à diffusion internationale, présente (2010) dans 19 pays à travers le monde. Il est aussi la troisième race de chevaux la plus communément rencontrée en Europe, après l'Arabe et le Pur-sang.
En 2005, la population totale de Haflingers est estimée à 250 000 têtes. Plusieurs shows de race nationaux existent, notamment en Allemagne, Grande-Bretagne, et aux États-Unis,,. La race est gérée au niveau mondial par la World Haflinger Federation. Exporté vers de nombreux pays, le Haflinger est particulièrement apprécié en Allemagne et en Suisse. Bien que le Haflinger se rencontre maintenant partout dans le monde, la plupart des chevaux proviennent toujours d'Autriche, où des haras nationaux détiennent des étalons et veillent précautionneusement au maintien des qualités de la race.
Des élevages et haras privés existent dans de nombreux pays, dont les États-Unis, le Canada, l'Allemagne, les Pays-Bas, l'Angleterre et la Bulgarie. En 2007, les Haflingers d'Italie représentent la plus vaste population de chevaux, toutes races confondues, dans ce pays. En raison de l'élevage sélectif des années 1990, visant augmenter la taille de la race, quelques lignées ont été favorisées par rapport à d'autres. Une étude réalisée en 2007 a révélé peu de consanguinité au sein de la population italienne de Haflingers, bien que certaines lignées moins populaires présentent une consanguinité plus grande en raison du nombre inférieur d'étalons reproducteurs.
La Slovénie a également une petite population de Haflingers, environ 307 juments d'élevage et 30 étalons reproducteurs en 2008. Une étude de 2009 montre, bien qu'il y ait très peu de cas de croisements consanguins, que ces derniers connaissent une petite augmentation au fil des années.
En France, la race est présente sur l'ensemble du territoire, particulièrement en Bretagne, en Bourgogne, en Picardie et surtout en Alsace. Depuis les années 2000, entre 350 et 400 naissances annuelles pour 230 éleveurs sont enregistrées. Lætitia Bataille considère en 2007 que l'élevage de la race représente un marché porteur et stable, dynamique et structuré. Le Haflinger est présent en France à la foire de Tours et au salon du cheval de Paris, ailleurs en Europe à Fieracavalli (Vérone, Italie) et Equitana à (Essen, Allemagne).

## Le Haflinger dans la culture

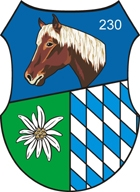
Haflinger sur un insigne de compagnie de la Bundeswehr.

Du fait de sa diffusion internationale, la race Haflinger est présente dans la culture populaire. Le roman Cheval de guerre de Michael Morpurgo cite les Haflingers parmi les chevaux destinés à la traction du matériel d'artillerie militaire durant la Première Guerre mondiale, d'autres Haflingers figurent dans des romans pour enfants.
Le fabricant de figurines Breyer en a édité une à l'effigie de ce petit cheval alezan aux crins clairs. En Allemagne ont été imprimés plusieurs timbres-poste à l'effigie de la race.
Il est également l'un des sujets favoris de la photographe professionnelle allemande Gabriele Boiselle, qui chaque année édite, en France notamment, un calendrier présentant des photographies de la race.